# Val (Boêmia do Sul)
Val é uma comuna checa localizada na região da Boêmia do Sul, distrito de Tábor.